# Skuespilchef
Skuespilchef er betegnelsen for den kunstneriske leder af teaterafdelingen på Det Kongelige Teater. På de fleste teatre er der en kunstnerisk leder. På mange teatre er vedkommende også teaterdirektør, men på Det Kongelige Teater, hvor man udover skuespil også har ballet, opera, og koncerter, er den øverste chef teaterchefen.

## Arbejdsområde
Skuespilchefen ansættes normalt for 4 år ad gangen. Personen har ansvaret for repertoiret, dvs. hvad der spilles på teatret, og er chef for det kunstneriske personale, bl.a. skuespillere, instruktører, scenografer m.fl.Under sig har skuespilchefen en administrationschef til at varetage de mere administrative opgaver. Derudover har skuespilchefen en fast stab til at varetage de forskellige opgaver der knytter sig specifikt til skuespillet.

## Skuespilchefer på Det Kgl. Teater
- 1966-74: Torben Anton Svendsen
- 1975-78: Carlo M. Pedersen
- 1978-86: Lone Bastholm
- 1986-89: Bent Frandsen
- 1990: Ib Thorup
- 1991-93: Litten Hansen
- 1994-96: Birgitte Price
- 1996-2004: Klaus Hoffmeyer
- 2004-08: Mikkel Harder Munck-Hansen
- 2008-2015: Emmet Feigenberg
- 2015-: Morten Kirkskov

| Job | Spire Denne artikel om et job eller en stillingsbetegnelse er en spire som bør udbygges. Du er velkommen til at hjælpe Wikipedia ved at udvide den. |